# Бонзельс, Вальдемар
Якоб Эрнст Вальдемар Бонзельс (нем. Jakob Ernst Waldemar Bonsels; 21 февраля 1880, Аренсбург, Германия, — 31 июля 1952, Амбах, ФРГ) — немецкий писатель.

## Биография
Вальдемар Бонзельс был в семье вторым из пяти детей. Его отец Рейнгольд Бонзельс (1848—1923) в 1884 году закрыл аптеку в Аренсбурге и изучал стоматологию в Берлине. С 1890 по 1897 год у него была собственная стоматологическая практика в Киле, а в 1898 году он начал работать в психиатрической лечебнице «Бефиль» в Билефельде.

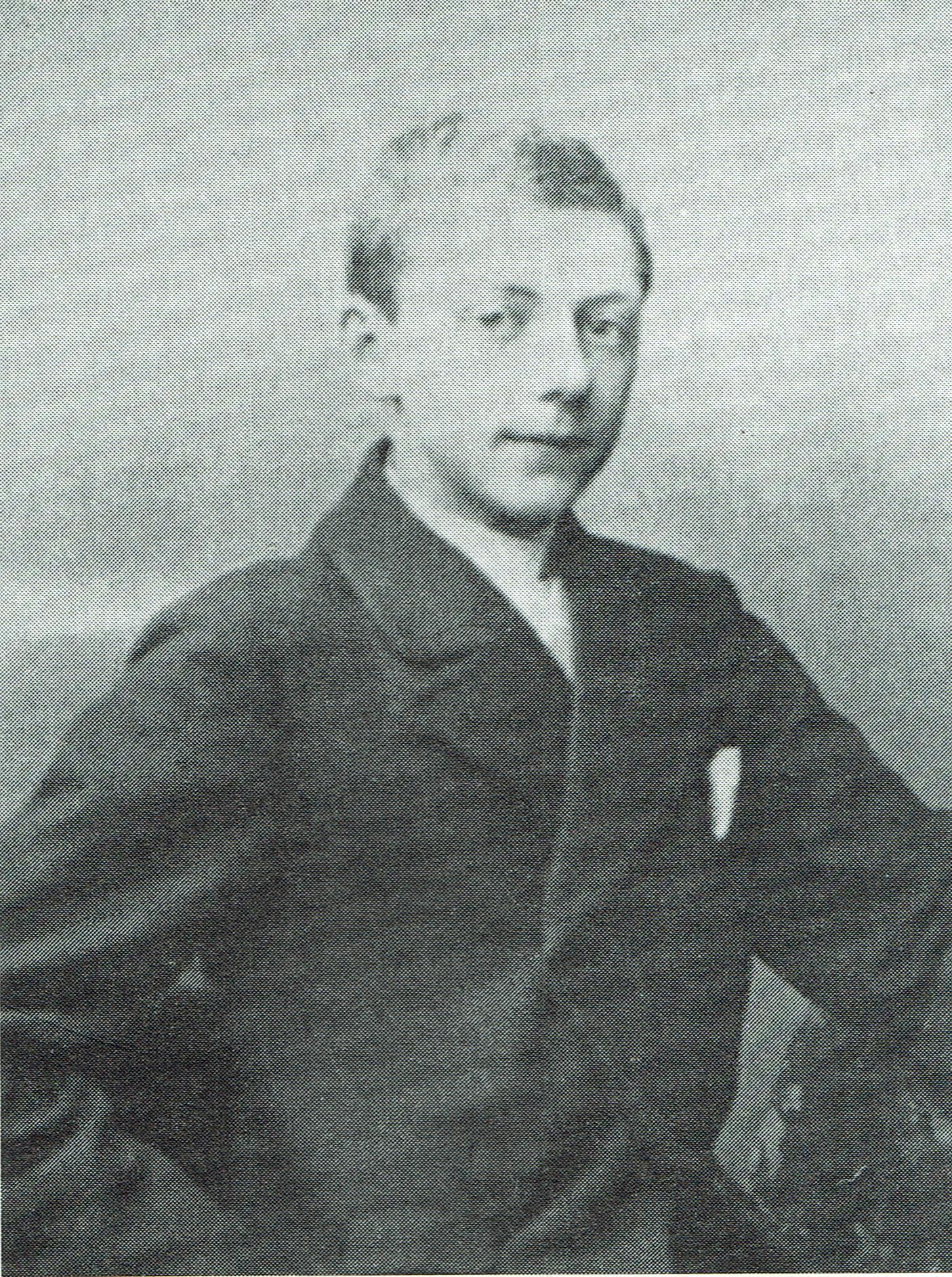
Вальдемар Бонзельс в 15 лет

Вальдемар Бонзельс посещал Высшее реальное училище на Кнопервег в Киле (ныне школа Гумбольдта). Там в 1893 году его младшего брата застрелил 15-летний подросток. Он бросил училище на Пасху 1896 года в возрасте 16 лет, не дождавшись выпускных экзаменов. Затем обучался коммерции в Билефельде и работал с конца 1900 года по июнь 1902 года торговцем в типографии Карлсруэ. После этого обучался на миссионера-торговца в «Бефиле», Базеле и Англии и в 1903 году по поручению Базельской миссии отправился в Голландскую Ост-Индию, где пробыл с октября 1903 по апрель 1904 года.
Вскоре после возвращения Бонзельс со своими друзьями Гансом Бранденбургом, Берндом Иземаном и Карлом Штраусом основал в Мюнхене издательство E. W. Bonsels und Co. В 1904 году издательство выпустило открытое письмо Бонзельса «Мой отход от деятельности Базельской миссии и его причины», в котором он сформулировал свою критику работы Базельской миссии в Ост-Индии.

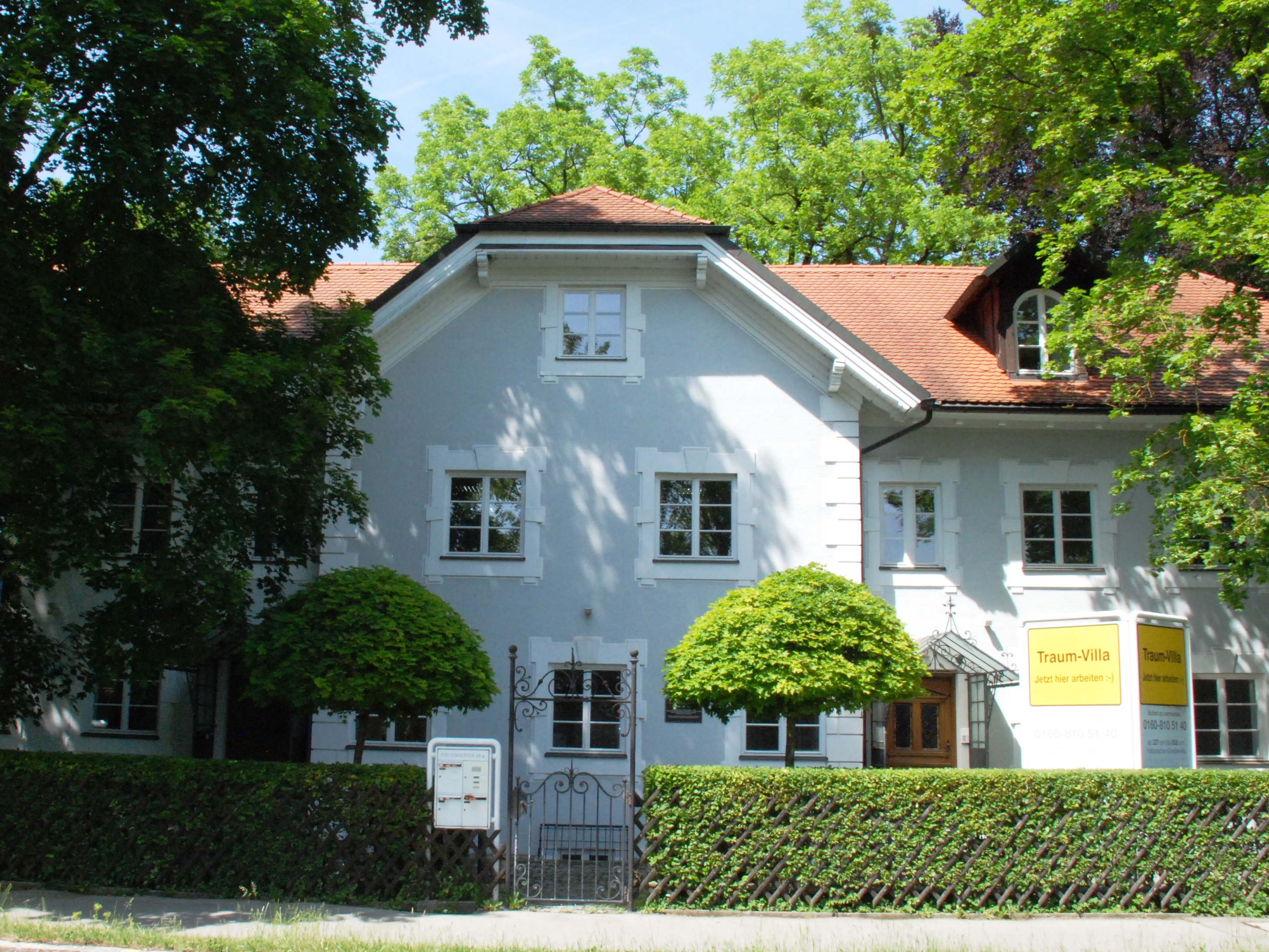
Вилла Иземан в Обершлайсхайме

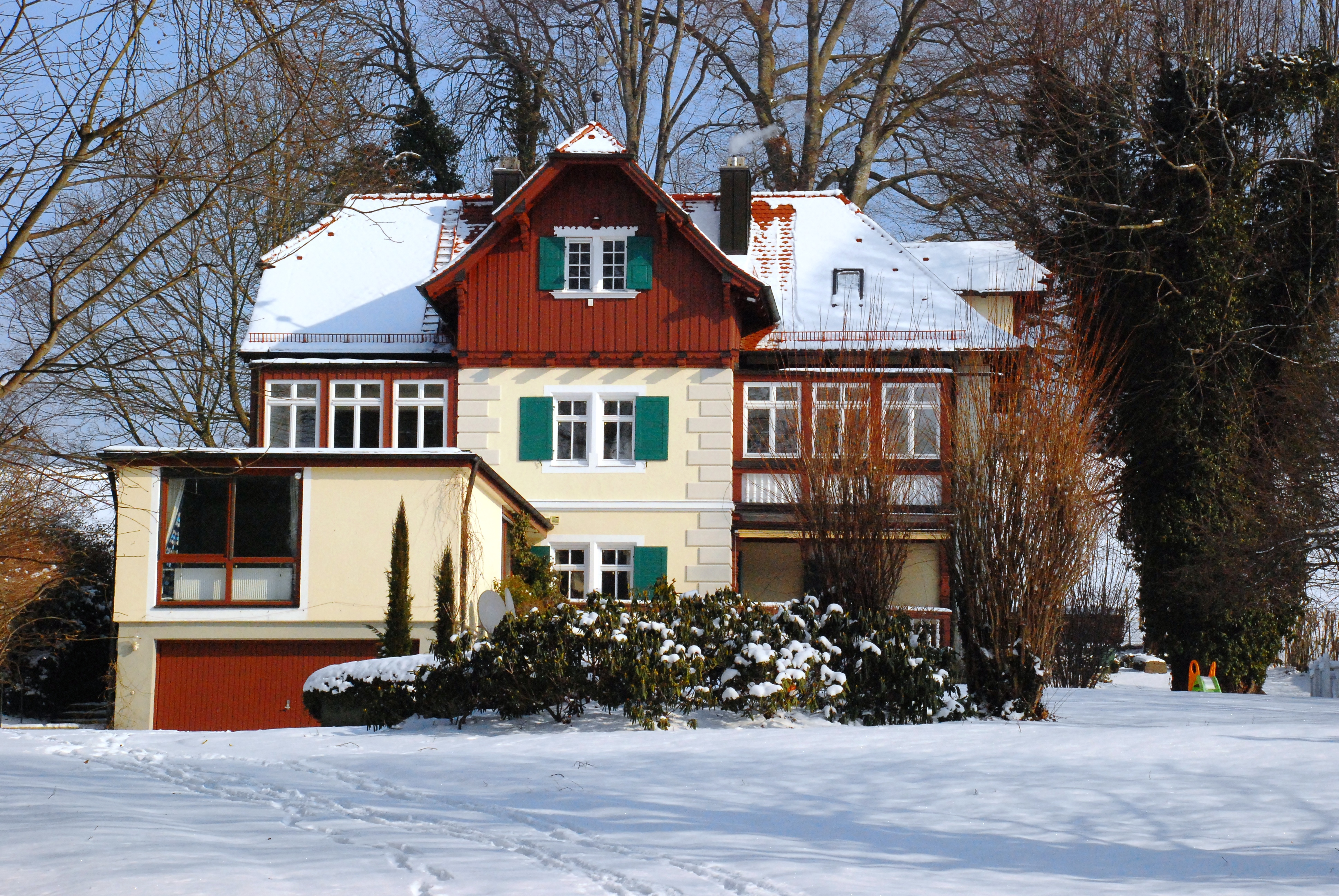
Дом Бонзельса в Амбахе

В 1906 году он женился на Кларе Бранденбург, сестре одного из своих компаньонов, но расстался с ней в год рождения второго сына. Через несколько лет он женился на Элизе Остермайер, через отца которой Иоганнеса Остермайера он попал в Базельскую миссию. От этого брака также родились два сына.
В начале 1910-х годов Бонзельс с семьей переехал в дом своего друга и компаньона Иземана в Обершлайсхайме близ Мюнхена. Там он написал книгу «Приключения пчёлки Майи», вышедшую в 1912 году, которая позже была переведена более чем на 40 языков и принесла ему всемирную известность. В том же 1912 году Бонзельс покинул издательство E. W. Bonsels und Co.
Во время Первой мировой войны Бонзельс был военным корреспондентом пресс-службы Большого Генерального штаба — сначала в Галиции, а затем в Прибалтике.
В 1915 году вышло продолжение «Приключений пчелки Майи» — «Небесный народ».
С июля 1918 года Бонзельс служил в иностранном отделе верховного армейского командования. В том же году он купил и переехал в дом в Амбахе на восточном берегу Штарнбергер-Зе, где жил до своей смерти. Однако его жена Элиза с сыновьями не приехали в Амбах, так как Бонзельс предпочел жизнь без семьи; брак был расторгнут. Бонзельс имел еще одного сына от танцовщицы Эдит фон Шренк, но не женился на ней.
В 1925 году Бонзельс сопровождал режиссера-документалиста Адольфа фон Дунгерна и оператора Августа Брюкнера в «биологической киноэкспедиции» в Бразилию. Однако, по словам фон Дунгерна, «азарт долгожданных совместных охоты, рыбалки, исследований и фотосъемок быстро спал, и через несколько месяцев Вальдемар Бонзельс был вынужден вернуться в умеренный климат Европы».
В 1920-х годах Бонзельс был одним из самых читаемых авторов в Германии. До 1940-х годов он публиковал новые книги каждые один-два года. Он проводил лекции и читал отрывки из своих книг в Германии, Австрии, Швейцарии и США .
Бонзельс был известен как антисемит, что сближало его с нацизмом. Несмотря на то, что после прихода нацистов к власти почти все его книги были в числе сожженных 10 мая 1933 года (кроме дилогии о пчелке Майе и «По Индии»), ему не запретили писать, а приняли в Имперскую палату литературы. Вскоре после сожжения книг в газетах была опубликована статья Бонзельса «НСДАП и еврейство», присланная им в министерство пропаганды. В ней он приветствовал тот факт, что отныне покончено с «безудержным влиянием еврейской природы» в культуре. «Еврей отличается от нас», — заметил он. Евреи представляли собой «навязчивый элемент влияния». Они распространяли «яд». Их влияние следует рассматривать как «смертельного врага» «нашего движения» и национального единства в целом. Особенно это касается искусства и культуры — именно евреи решали, каким писателям и поэтам иметь успех. Во время нацистского режима Бонзельс не испытывал никаких ограничений в своей писательской деятельности.
Во время Второй мировой войны был ответственным редактором военно-пропагандистского Münchner Feldposthefte.
В 1941 году издал антологию «Страж порога. Мир Новалиса», о которой литературовед Герберт Юрлингс сказал, что она содержит «открытую расистскую травлю» Генриха Гейне, в то время как поэт Новалис подвергся со стороны Бонзельса «антисемитской эксплуатации».
В 1943 году Бонзельс выпустил тиражом около 100 экземпляров «не предназначенный для общественности» роман «Грек Доситос». Он отправил экземпляр тогдашнему имперскому министру внутренних дел Вильгельму Фрику, подчеркнув предполагаемый антисемитский эффект книги.
После войны Бонзельсу запретили публиковаться в американской и британской зонах оккупации. В 1947 году он выступил свидетелем на процессе по денацификации Генриетты фон Ширах. Он переработал «Доситоса» и в 1948 году опубликовал книгу в нойштадтском издательстве Corona во французской зоне оккупации. В 1951 году он дал книге новое название «Забытый свет».
В 1949 году Вальдемар Бонзельс заболел лимфогранулематозом (болезнью Ходжкина). В следующем году он женился на своей многолетней сожительнице Розе-Мари Бахофен. 31 июля 1952 года Бонзельс умер в своем доме в Амбахе, его урна была захоронена в саду у дома.
Позже он оказался в безвестности, но после выхода мультсериала «Пчёлка Майя» (1975) его открыли заново.

## Память
С 1932 года в родном городе Бонзельса, Аренсбурге, находится проезд Вальдемара Бонзельса (Waldemar-Bonsels-Weg). В Киле, где он учился в училище, есть улица с его именем в районе Прис-Фридрихсорт. В Обершлайсхайме, где была создана «Пчёлка Майя», его именем назван проезд (Bonselsweg).
Фонд Вальдемара Бонзельса, основанный в 1977 году, посвящен его литературному наследию. С 1978 года он также владеет его бывшим домом в Амбахе. Вилла была отремонтирована в 2014 году. Фонд Вальдемара Бонзельса создал в доме комнату памяти со столом Бонзельса и его библиотекой, которую, однако, нельзя посетить из-за того, что здание используется частными арендаторами.
3 и 4 марта 2011 года Мюнхенский литературный дом совместно с фондом Вальдемара Бонзельса провел конференцию «100 лет пчелке Майе — литература Вальдемара Бонзельса и ее последствия». В отчете о конференции на первый план были выдвинуты антисемитизм Бонзельса и его отношения с Третьим рейхом.

## Избранные произведения
- Mein Austritt aus der Baseler Missions-Industrie und seine Gründe: Ein offener Brief an die Baseler Missions-Gemeinde in Württemberg und der Schweiz. — München: E. W. Bonsels Verlag, 1904.
- Die Biene Maja und ihre Abenteuer. — Berlin: Schuster & Loeffler, 1912[15].
- Himmelsvolk. — Berlin: Schuster & Loeffler, 1915.
- Indienfahrt. — Frankfurt am Main: Rütten & Loening, 1916[16].
- Narren und Helden. Aus den Notizen eines Vagabunden. — Frankfurt am Main: Rütten & Loening, 1923[17].
- Das vergessene Licht: Roman des Griechen Dositos zur Zeit Christi. — Stuttgart: Dt. Verl.-Anst., 1951.

### Ответственный редактор
- Der Hüter der Schwelle. Die Welt des Novalis, 1941.